# Beelzebufo ampinga

Confronto tra una rana diavolo e una mano umana

La rana diavolo (Beelzebufo ampinga Evans et al., 2008) era un anfibio anuro, vissuto nel tardo Cretaceo (Maastrichtiano, tra 70 e 65 milioni di anni fa), i cui resti fossili sono stati rinvenuti in Madagascar.

## Etimologia
Il nome del genere deriva da belzebù (nome della divinità filistea) e bufo (rospo in latino).
Il nome della specie ampinga è una parola malgascia che significa "scudo".

## Descrizione
I primi frammenti fossili, provenienti dal Madagascar, sono stati trovati nel 1993 da David W. Krause, della Stony Brook University, e l'animale è stato descritto in un articolo dello stesso Krause e degli studiosi Susan E. Evans e Marc E. H. Jones dello University College London, pubblicato sul sito dei Proceedings of the National Academy of Sciences nel 2008.
I frammenti fossili ritrovati mostrano che poteva crescere fino a 40 centimetri di lunghezza (una dimensione superiore a quella della rana golia e di qualunque anuro oggi vivente) e si può ipotizzare un peso di circa 4-5 chili. La testa era piuttosto grande e le ossa del cranio mostrano una superficie esterna rugosa che sembra indicare la presenza di osteodermi.
In confronto alle specie attuali di Ceratophryidae, Beelzebufo aveva una bocca espandibile che gli permetteva di ingoiare prede anche relativamente grandi. Per questo è stato ipotizzato che potesse ingoiare anche cuccioli di dinosauri.

## Sistematica
Gli animali viventi filogeneticamente più affini a Beelzebufo sono le specie del genere Ceratophrys, le "rane cornute" del Sud America.

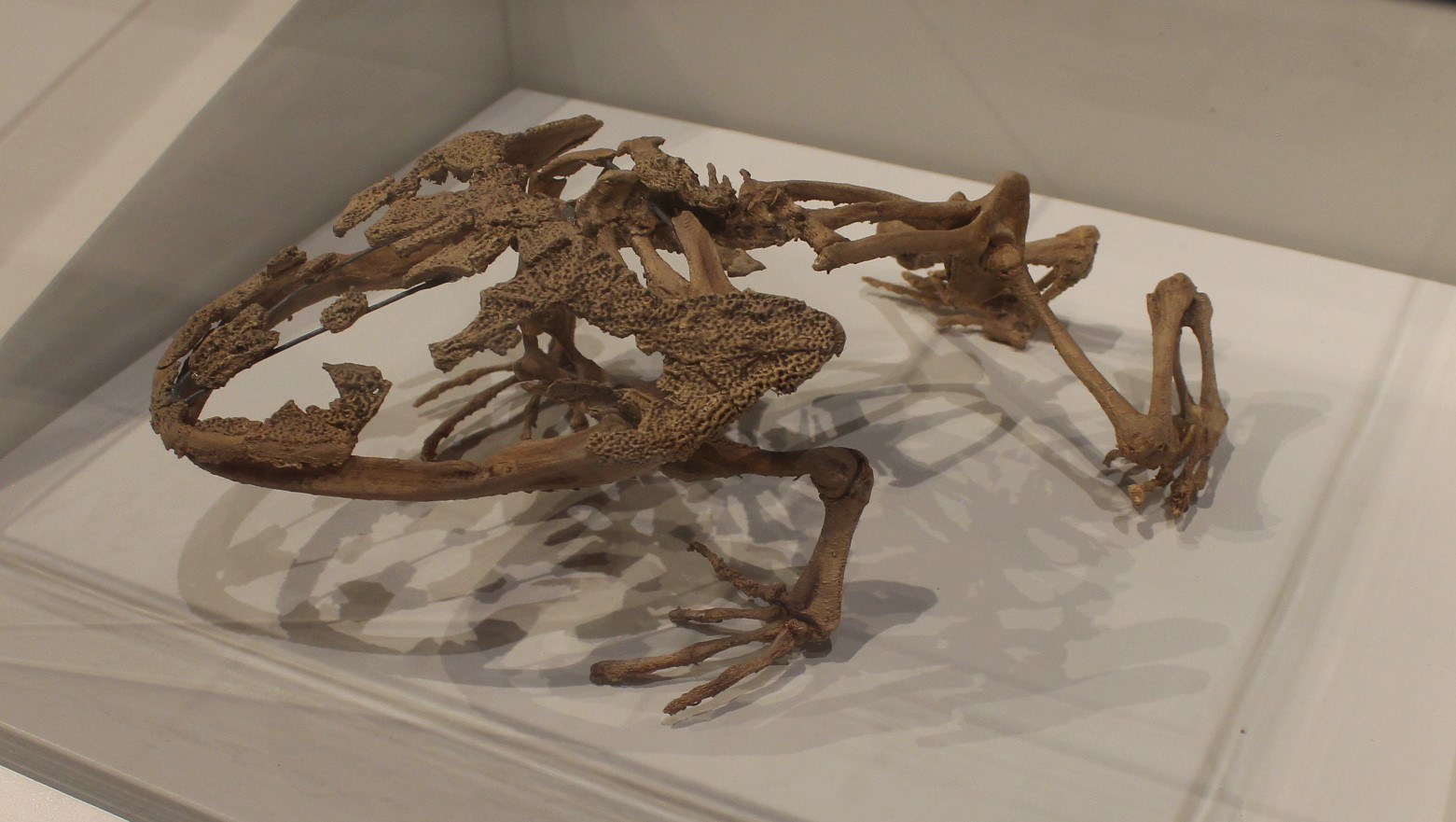
Scheletro di Beelzebufo ampinga

## Nella cultura di massa
La rana diavolo, nonostante non sia famosa come altri animali estinti, è forse l'anfibio preistorico più noto al grande pubblico, soprattutto per la sua natura di predatore di piccoli dinosauri. È comparsa nei documentari Il regno dei Dinosauri e Il pianeta preistorico, nella serie animata Il treno dei dinosauri e nei videogiochi Ark: Survival Evolved (come creatura addomesticabile) e Jurassic World Alive (come unico nuovo animale dell'aggiornamento 2.22).